# HD 156668
HD 156668 — одиночная звезда в созвездии Геркулеса на расстоянии приблизительно 79 световых лет (около 24,3 парсек) от Солнца. Видимая звёздная величина звезды — +8,535m. Возраст звезды определён как около 8,6 млрд лет.
Вокруг звезды обращается, как минимум, одна планета.

## Характеристики
HD 156668 — оранжевый карлик спектрального класса K2, или K3V. Масса — около 0,826 солнечной, радиус — около 0,827 солнечного, светимость — около 0,29 солнечной. Эффективная температура — около 4687 K.

## Планетная система
В 2010 году группой астрономов было объявлено об открытии планеты HD 156668 b. Она принадлежит к планетам земного типа: её масса составляет около 4 масс Земли. Полный оборот вокруг звезды HD 156668 b совершает за 4,6 суток, обращаясь на расстоянии 0,05 а.е. Открытие было совершено методом измерения лучевых скоростей родительской звезды.
В 2019 году учёными, анализирующими данные проектов HIPPARCOS и Gaia, у звезды обнаружена планета HD 156668 d.

## Ближайшее окружение звезды
Следующие звёздные системы находятся на расстоянии в пределах 20 световых лет от системы HD 156668:
| Звезда             | Спектральный класс           | Расстояние, св. лет |
| BD+29 3029         | K2-M0 V                      | 3,7                 |
| GJ 3994            | M V                          | 4,7                 |
| δ Геркулеса        | A3 IV / ?                    | 6,1                 |
| HD 159222          | G5 V                         | 8,1                 |
| GJ 3983            | M V                          | 9,6                 |
| HD 166435          | G0 V                         | 16                  |
| HD 158332          | K1 IV                        | 20                  |
| TZ Северной Короны | F8-G0 IV / ? / G1 V / M3,5 V | 20                  |